# Olaszország miniszterelnök-helyettese
Olaszország  miniszterelnök-helyettese, vagy hivatalosan Az Olasz Köztársaság Minisztertanácsának Alelnöke (olaszul Vicepresidente del Consiglio dei ministri della Repubblica Italiana) az olasz kormány magas rangú tagja. Nem állandó hivatal. A miniszterelnök döntése, kinevez-e miniszterelnök-helyettest, hogy ezzel kiemelt rangot adjon valamelyik kormánytagnak.
Más országok hasonló posztjaitól eltérően az olasz miniszterelnök-helyettesnek nincsenek speciális alkotmányos jogai, annak ellenére, hogy mindig valamilyen speciális feladattal van felruházva a mindenkori kormányban. A miniszterelnök távollétében a miniszterelnök-helyettesek nem helyettesítik feladataiban és speciális jogköreiben, ez abban az esetben is igaz, ha a miniszterelnök beteg illetve elhunyt. Nem oszlathatják fel a parlamentet, nem neveznek ki főhivatalnokokat és nem tájékoztathatják a köztársasági elnököt. 
Nem léphetnek automatikusan a miniszterelnök helyébe, ha az akadályoztatva van vagy lemond a pártja vezetéséről. A miniszterelnök-helyettesi poszt azonban nagyobb de facto politikai hatalmat jelent, ha de jure ez nincs is definiálva.

## Olaszország miniszterelnök-helyetteseinek listája
| Portré            | Portré                           | Name (Születése–Halála) | Hivatalának ideje                   | Hivatalának ideje                   | Miniszterelnök          | Miniszterelnök    |
| ----------------- | -------------------------------- | ----------------------- | ----------------------------------- | ----------------------------------- | ----------------------- | ----------------- |
|                   | Luigi Einaudi (1874–1961)        | 1947. január 1.         | 1948. május 24.                     | Olasz Liberális Párt                | Alcide De Gasperi       |                   |
|                   | Randolfo Pacciardi (1899–1991)   | 1947. január 1.         | 1948. május 24.                     | Olasz Republikánus Párt             | Alcide De Gasperi       |                   |
|                   | Giuseppe Saragat (1898–1988)     | 1947. január 1.         | 1948. május 24.                     | Olasz Demokratikus Szocialista Párt | Alcide De Gasperi       |                   |
|                   | Attilio Piccioni (1892–1976)     | 1948. május 24.         | 1950. január 27.                    | Olasz Kereszténydemokrata Párt      | Alcide De Gasperi       |                   |
|                   | Giovanni Porzio (1873–1962)      | 1948. május 24.         | 1950. január 27.                    | Olasz Liberális Párt                | Alcide De Gasperi       |                   |
|                   | Giuseppe Saragat (1898–1988)     | 1948. május 24.         | 1950. január 27.                    | Olasz Demokratikus Szocialista Párt | Alcide De Gasperi       |                   |
| Nem töltötték be  | Nem töltötték be                 | Nem töltötték be        | 1950–1951                           | 1950–1951                           | Alcide De Gasperi       |                   |
|                   | Attilio Piccioni (1892–1976)     | 1951. július 26.        | 1953. augusztus 17.                 | Olasz Kereszténydemokrata Párt      | Alcide De Gasperi       |                   |
| Nem töltötték be  | Nem töltötték be                 | Nem töltötték be        | 1953–1954                           | 1953–1954                           |                         | Giuseppe Pella    |
| Nem töltötték be  | Nem töltötték be                 | Nem töltötték be        | 1953–1954                           | 1953–1954                           | Amintore Fanfani        |                   |
|                   | Giuseppe Saragat (1898–1988)     | 1954. február 10.       | 19 May 1957                         | Olasz Demokratikus Szocialista Párt | Mario Scelba            |                   |
| Antonio Segni     | Giuseppe Saragat (1898–1988)     | 1954. február 10.       | 19 May 1957                         | Olasz Demokratikus Szocialista Párt |                         |                   |
|                   | Giuseppe Pella (1902–1981)       | 1957. május 19.         | 1958. július 1.                     | Adone Zoli                          |                         |                   |
|                   | Antonio Segni (1891–1972)        | 1958. július 1.         | 1959. február 15.                   | Olasz Kereszténydemokrata Párt      | Amintore Fanfani        |                   |
| Nem töltötték be  | Nem töltötték be                 | Nem töltötték be        | 1959–1960                           | 1959–1960                           |                         | Antonio Segni     |
| Nem töltötték be  | Nem töltötték be                 | Nem töltötték be        | 1959–1960                           | 1959–1960                           | Fernando Tambroni       |                   |
|                   | Attilio Piccioni (1892–1976)     | 1960. július 26.        | 1963. december 4.                   | Olasz Kereszténydemokrata Párt      |                         |                   |
| Giovanni Leone    | Attilio Piccioni (1892–1976)     | 1960. július 26.        | 1963. december 4.                   | Olasz Kereszténydemokrata Párt      |                         |                   |
|                   | Pietro Nenni (1891–1980)         | 1963. december 4.       | 24 June 1968. június 24.            | Olasz Szocialista Párt              | Aldo Moro               |                   |
| Nem töltötték be  | Nem töltötték be                 | Nem töltötték be        | June–December 1968. június-december | June–December 1968. június-december |                         | Giovanni Leone    |
|                   | Francesco De Martino (1907–2002) | 12 December 1968        | 1969. augusztus 5.                  | Olasz Szocialista Párt              | Mariano Rumor           |                   |
|                   | Paolo Emilio Taviani (1912–2001) | 1968. augusztus 5.      | 1970. március 27.                   | Olasz Kereszténydemokrata Párt      | Mariano Rumor           |                   |
|                   | Francesco De Martino (1907–2002) | 1970. március 27.       | 1972. február 17.                   | Olasz Szocialista Párt              | Emilio Colombo          |                   |
| Nem töltötték be  | Nem töltötték be                 | Nem töltötték be        | 1972. február-június                | 1972. február-június                |                         | Giulio Andreotti  |
|                   | Mario Tanassi (1916–2007)        | 26 June 1972            | 7 July 1973                         | Olasz Demokratikus Szocialista Párt |                         | Giulio Andreotti  |
| Nem töltötték be  | Nem töltötték be                 | Nem töltötték be        | 1973–1974                           | 1973–1974                           |                         | Mariano Rumor     |
|                   | Ugo La Malfa (1903–1979)         | 1974. november 23.      | 12 1976. február 12.                | Olasz Republikánus Párt             | Aldo Moro               |                   |
| Nem töltötték be  | Nem töltötték be                 | Nem töltötték be        | 1976–1979                           | 1976–1979                           |                         | Giulio Andreotti  |
|                   | Ugo La Malfa (1903–1979)         | 1979. március 20.       | 1979. március 20.                   | Olasz Republikánus Párt             |                         | Giulio Andreotti  |
| Nem töltötték be  | Nem töltötték be                 | Nem töltötték be        | 1979–1983                           | 1979–1983                           |                         | Francesco Cossiga |
| Nem töltötték be  | Nem töltötték be                 | Nem töltötték be        | 1979–1983                           | 1979–1983                           | Arnaldo Forlani         |                   |
| Nem töltötték be  | Nem töltötték be                 | Nem töltötték be        | 1979–1983                           | 1979–1983                           | Giovanni Spadolini      |                   |
| Nem töltötték be  | Nem töltötték be                 | Nem töltötték be        | 1979–1983                           | 1979–1983                           | Amintore Fanfani        |                   |
|                   | Arnaldo Forlani (1925–)          | 1983. augusztus 4.      | 1987. április 17.                   | Olasz Kereszténydemokrata Párt      |                         |                   |
| Bettino Craxi     |                                  |                         |                                     |                                     |                         |                   |
| Nem töltötték be  | Nem töltötték be                 | Nem töltötték be        | April–July 1987                     | April–July 1987                     |                         | Amintore Fanfani  |
|                   | Giuliano Amato (1938–)           | 1987. július 28.        | 1988. április 13.                   | Olasz Szocialista Párt              | Giovanni Goria          |                   |
|                   | Gianni De Michelis (1940–2019)   | 1988. április 13.       | 1989. július 22.                    | Olasz Szocialista Párt              | Ciriaco De Mita         |                   |
|                   | Claudio Martelli (1943–)         | 1989. július 22.        | 21992. június 28.                   | Olasz Szocialista Párt              | Giulio Andreotti        |                   |
| Nem töltötték be  | Nem töltötték be                 | Nem töltötték be        | 1992–1994                           | 1992–1994                           |                         | Giuliano Amato    |
| Nem töltötték be  | Nem töltötték be                 | Nem töltötték be        | 1992–1994                           | 1992–1994                           | Carlo Azeglio Ciampi    |                   |
|                   | Roberto Maroni (1955–2022)       | 1994. május 10.         | 1995. január 17.                    | Északi Liga                         | Silvio Berlusconi       |                   |
|                   | Giuseppe Tatarella (1935–1999)   | 1994. május 10.         | 1995. január 17.                    | Nemzeti Szövetség                   | Silvio Berlusconi       |                   |
| Office not in use | Office not in use                | Office not in use       | 1995–1996                           | 1995–1996                           |                         | Lamberto Dini     |
|                   | Walter Veltroni (1955–)          | 1996. május 17.         | 1998. október 21.                   | Baloldali Demokratikus Párt         | Romano Prodi            |                   |
|                   | Sergio Mattarella (1941–)        | 1998. október 21.       | 1999. december 22.                  | Olasz Néppárt                       | Massimo D’Alema         |                   |
| Nem töltötték be  | Nem töltötték be                 | Nem töltötték be        | 1999–2001                           | 1999–2001                           | Massimo D’Alema         |                   |
| Nem töltötték be  | Nem töltötték be                 | Nem töltötték be        | 1999–2001                           | 1999–2001                           | Giuliano Amato          |                   |
|                   | Gianfranco Fini (1952–)          | 2001. június 11.        | 2005. április 23.                   | Nemzeti Szövetség                   | Silvio Berlusconi       |                   |
|                   | Marco Follini (1954–)            | 2001. június 11.        | 2005. április 23.                   | Centrum Unió                        | Silvio Berlusconi       |                   |
|                   | Gianfranco Fini (1952–)          | 2005. április 23.       | 2006. május 17.                     | Nemzeti szövetség                   | Silvio Berlusconi       |                   |
|                   | Giulio Tremonti (1947–)          | 2005. április 23.       | 2006. május 17.                     | Forza Italia                        | Silvio Berlusconi       |                   |
|                   | Massimo D’Alema (1949–)          | 17 May 2006             | 8 May 2008                          | Demokrata Párt                      | rowspan=2\|Romano Prodi |                   |
|                   | Francesco Rutelli (1954–)        | 17 May 2006             | 8 May 2008                          | Demokrata Párt                      |                         |                   |
| Office not in use | Office not in use                | Office not in use       | 2008–2013                           | 2008–2013                           |                         | Silvio Berlusconi |
| Office not in use | Office not in use                | Office not in use       | 2008–2013                           | 2008–2013                           | Mario Monti             |                   |
|                   | Angelino Alfano (1970–)          | 2013. április 28.       | 2014. február 22.                   | Népi Alternatíva                    | Enrico Letta            |                   |
| Nem töltötték be  | Nem töltötték be                 | Nem töltötték be        | 2014–2018                           | 2014–2018                           |                         | Matteo Renzi      |
| Nem töltötték be  | Nem töltötték be                 | Nem töltötték be        | 2014–2018                           | 2014–2018                           | Paolo Gentiloni         |                   |
|                   | Matteo Salvini (1973–)           | 2018. június 1.         | 2019. szeptember 4.                 | Északi Liga                         |                         | Giuseppe Conte    |
|                   | Luigi Di Maio (1986–)            | 2018. június 1.         | 2019. szeptember 4.                 | 5 Csillag Mozgalom                  |                         | Giuseppe Conte    |

## Fordítás
Ez a szócikk részben vagy egészben  a   Deputy Prime Minister of Italy című angol Wikipédia-szócikk ezen változatának fordításán alapul.  Az eredeti cikk szerkesztőit annak laptörténete sorolja fel. Ez a jelzés csupán a megfogalmazás eredetét és a szerzői jogokat jelzi, nem szolgál a cikkben szereplő információk forrásmegjelöléseként.